# Sammy Turner
Sammy Turner (* 2. Juni 1932 in Paterson (New Jersey) als Samuel Black) ist ein US-amerikanischer Sänger, der vor allem Ende der 1950er Jahre mit Rock-’n’-Roll-Balladen erfolgreich war.
1959 hatte Turner mit Lavender Blue eine Nummer 3 in den Billboard Hot 100; der Song wurde von John Peel in seine Peelennium-Liste aufgenommen. Im gleichen Jahr kam Always auf Platz 2 der US-R&B-Charts.